# كاتالينا يوي
كاتالينا يوي (بالإنجليزية: Catalina Yue)‏ (من مواليد 19 مايو في تورونتو، أونتاريو) هي مغنية وكاتبة أغاني وممثلة وعارضة أزياء ومنتجة وسيدة أعمال كندية وأمريكية. هي مندوبة سابقة في مسابقة ملكة جمال الكون في كندا. لديها أصول إندونيسية وصينية ويابانية وإنجليزية.

## وصلات خارجية
- كاتالينا يوي على موقع IMDb (الإنجليزية)